# Каратель (телесериал)
«Кара́тель» (англ. The Punisher) — американский супергеройский телесериал в жанре боевика-драмы, основанный на комиксах издательства Marvel Comics с Джоном Бернталом в главной роли. «Каратель» входит в кинематографическую вселенную Marvel. Премьера всех серий состоялась на видеосервисе Netflix 17 ноября 2017 года.
13 декабря 2017 Netflix продлил «Карателя» на второй сезон, который вышел 18 января 2019 года. 18 февраля 2019 года сериал был официально закрыт.

## Сюжет
Каратель мстит за свою убитую мафией семью и борется с преступностью с помощью своих жестоких методов.

## В ролях
= Главная роль в сезоне
     = Второстепенная роль в сезоне
     = Гостевая роль в сезоне
     = Не появляется

### Основной состав
| Джон Бернтал      | Фрэнк Касл / Каратель                | 13 | 13 | 26 |
| Эбон Мосс-Бакрак  | Дэвид Либерман / Микрочип            | 12 |    | 12 |
| Бен Барнс         | Билли Руссо / Джигсо                 | 12 | 13 | 25 |
| Эмбер Роуз Рева   | Дина Мадани                          | 13 | 13 | 26 |
| Дэниел Уэббер     | Льюис Уилсон                         | 7  |    | 7  |
| Пол Шульц         | Уильям «Билл» Роулинс / Agent Orange | 8  |    | 8  |
| Джейсон Р. Мур    | Кертис Хойл                          | 7  | 10 | 17 |
| Майкл Натансон    | Сэм Штайн                            | 8  |    | 8  |
| Джейми Рэй Ньюман | Сара Либерман                        | 9  |    | 9  |
| Дебора Энн Уолл   | Карен Пейдж                          | 4  | 1  | 5  |
| Джош Стюарт       | Джон Пилгрим                         |    | 11 | 11 |
| Флориана Лима     | Криста Дюмон                         |    | 12 | 12 |
| Джорджия Уигем    | Эми Бендикс                          |    | 11 | 11 |
| Всего эпизодов    | Всего эпизодов                       | 13 | 13 | 26 |

### Второстепенные герои
| Шохре Агдашлу              | Фара Мадани       | 4  |    | 4  |
| Келли Барретт              | Мария Касл        | 7  |    | 7  |
| Коби Фрумер                | Зак Либерман      | 9  |    | 9  |
| Рипли Собо                 | Лео Либерман      | 8  |    | 8  |
| Мэри Элизабет Мастрантонио | Мэрион Джеймс     | 3  | 1  | 4  |
| С. Томас Хауэлл            | Карсон Вулф       | 3  |    | 3  |
| Тони Плана                 | Рафаэль Хернандес | 6  | 2  | 8  |
| Ройс Джонсон               | Бретт Махони      | 1  | 7  | 8  |
| Корбин Бернсен             | Андерсон Шульц    |    | 4  | 4  |
| Аннетт О’Тул               | Элиза Шульц       |    | 5  | 5  |
| Тодд Алан Крейн            | Девид Шульц       |    | 3  | 3  |
| Алли Маккалок              | Ребекка Пилгрим   |    | 3  | 3  |
| Джордан Дин                | Джейк Нельсон     |    | 4  | 4  |
| Самуэль Гомес              | Хосе              |    | 6  | 6  |
| Тери Ривз                  | Марлена Олин      |    | 3  | 3  |
| Всего эпизодов             | Всего эпизодов    | 13 | 13 | 26 |

## Эпизоды

### Сезон 1 (2017)
| № общий | № в сезоне | Название                                        | Режиссёр       | Автор сценария       | Дата премьеры  |
| ------- | ---------- | ----------------------------------------------- | -------------- | -------------------- | -------------- |
| 1       | 1          | «3 утра» «3AM»                                  | Том Шенклэнд   | Стив Лайтфут         | 17 ноября 2017 |
| 2       | 2          | «Два мертвеца» «Two Dead Men»                   | Том Шенклэнд   | Стив Лайтфут         | 17 ноября 2017 |
| 3       | 3          | «Кандагар» «Kandahar»                           | Энди Годдард   | Стив Лайтфут         | 17 ноября 2017 |
| 4       | 4          | «Пополнение» «Resupply»                         | Кари Скогланд  | Дарио Скардапейн     | 17 ноября 2017 |
| 5       | 5          | «Ганнер» «Gunner»                               | Дервла Уолш    | Майкл Джонс-Моралес  | 17 ноября 2017 |
| 6       | 6          | «Козёл Иуды» «The Judas Goat»                   | Джереми Уэбб   | Кристин Бойлан       | 17 ноября 2017 |
| 7       | 7          | «Перекрестия» «Crosshairs»                      | Энди Годдард   | Брюс Маршалл Романс  | 17 ноября 2017 |
| 8       | 8          | «Холодное оружие» «Cold Steel»                  | Антонио Кампос | Фелисия Д. Хендерсон | 17 ноября 2017 |
| 9       | 9          | «Прямо на врага» «Front Toward Enemy»           | Марк Джобст    | Анджела Ламанна      | 17 ноября 2017 |
| 10      | 10         | «Добродетель порочного» «Virtue of the Vicious» | Джим О’Хэнлон  | Кен Кристенсен       | 17 ноября 2017 |
| 11      | 11         | «Опасность близко» «Danger Close»               | Кевин Хукс     | Фелисия Д. Хендерсон | 17 ноября 2017 |
| 12      | 12         | «Дом» «Home»                                    | Джет Уилкинсон | Дарио Скардапейн     | 17 ноября 2017 |
| 13      | 13         | «Помни о смерти» «Memento Mori»                 | Стивен Сёрджик | Стив Лайтфут         | 17 ноября 2017 |

### Сезон 2 (2019)
| № общий | № в сезоне | Название                                        | Режиссёр                | Автор сценария                 | Дата премьеры  |
| ------- | ---------- | ----------------------------------------------- | ----------------------- | ------------------------------ | -------------- |
| 14      | 1          | «Придорожный Блюз» «Roadhouse Blues»            | Джим О’Хэнлон           | Стив Лайтфут                   | 18 января 2019 |
| 15      | 2          | «Бей или беги» «Fight or Flight»                | Джим О’Хэнлон           | Стив Лайтфут                   | 18 января 2019 |
| 16      | 3          | «Возмущённые воды» «Trouble the Water»          | Джереми Уэбб            | Кен Кристенсен                 | 18 января 2019 |
| 17      | 4          | «Рубцовая ткань» «Scar Tissue»                  | Иэн Б. Макдональд       | Анжела Ламанна                 | 18 января 2019 |
| 18      | 5          | «Одноглазый Валет» «One-Eyed Jacks»             | Стейси Пассон           | Дарио Скардапейн               | 18 января 2019 |
| 19      | 6          | «Наказать» «Nakazat»                            | Джейми М. Дэгг          | Кристин Бойлан                 | 18 января 2019 |
| 20      | 7          | «Один Плохой День» «One Bad Day»                | Джет Уилкинсон          | Фелиция Д. Хендерсон           | 18 января 2019 |
| 21      | 8          | «Сторож брату моему» «My Brother's Keeper»      | Майкл Оффер             | Брюс Маршал Роман              | 18 января 2019 |
| 22      | 9          | «Полная лажа» «Flustercluck»                    | Салли Ричардсон-Уитфилд | Стив Лайтфут и Кен Кристенсен  | 18 января 2019 |
| 23      | 10         | «Тёмные Сердца Мужчин» «The Dark Hearts of Men» | Алекс Гарсия Лопес      | Стив Лайтфут и Анджела Ламанна | 18 января 2019 |
| 24      | 11         | «Бездна» «The Abyss»                            | Мира Менон              | Лаура Джин Лил                 | 18 января 2019 |
| 25      | 12         | «Курс на столкновение» «Collision Course»       | Стивен Кэй              | Дарио Скардапейн               | 18 января 2019 |
| 26      | 13         | «Стихийное бедствие» «The Whirlwind»            | Джереми Уэбб            | Стив Лайтфут                   | 18 января 2019 |

## Разработка
В 2010 году Кевин Файги сообщил, что права на экранизации Карателя и Блэйда вернулись обратно к Marvel Studios.
После второго сезона телесериала «Сорвиголова» было подтверждено, что сольный сериал про Карателя, одного из героев сезона, всё-таки будет выпущен и вскоре был представлен первый тизер сериала. Бернтал подтвердил, что вернётся к роли Фрэнка Касла в сериале. Стив Лайтфут официально был назначен шоураннером.
15 августа 2016 года произошло то, что ранее случалось с другими проектами Netflix, код сайта случайно вывел пользователям синопсис и год релиза телешоу. В аннотации отмечается, что проект появится в сервисе в 2017-м году под названием «Marvel’s The Punisher». «После гибели семьи Фрэнк Касл стал охотником и одновременно жертвой охоты. В криминальном подполье он более известен как Каратель.» В 2017-м году, таким образом, возможно, выйдут три телешоу Netflix по комиксам Marvel — «Железный кулак», «Защитники» и предположительно «Каратель». У Netflix уже было в планах в дальнейшем выпускать по три сериала в год по лицензии, однако конкретики не было. Фанаты уже и раньше получали ранний доступ к некоторому контенту путём неких манипуляций — так в сеть попал первый взгляд на красный костюм Сорвиголовы, а также названия некоторых эпизодов «Джессики Джонс». Сейчас же мобильное приложение Netflix уже самостоятельно отметилось среди профильной прессы. В 2017 году Netflix планирует выпустить первый сезон «Железного Кулака», а также «Защитников», последний, однако, будет состоять из 8 эпизодов. Вполне возможно, из-за того, что в сериале-кроссовере будет меньше эпизодов, сервис нашёл время для производства первого сезона «Карателя», но официального подтверждения компания пока не дала.
4 октября в сеть просочились кадры со съёмок сериала, а 6 октября появились кадры, где главный герой разговаривает с героиней Деборы Энн Уолл, которая исполняла роль Карен Пейдж в сериале «Сорвиголова». В этом сериале также появлялся Каратель в исполнении Джона Бёрнтала.
В этот же день стало известно, что премьера сериала назначена на 2017 год, вместе с первым сезоном «Железного Кулака» и «Защитников».
13 декабря 2017 года Netflix продлил «Карателя» на второй сезон, который вышел 18 января 2019 года.

## Кастинг
- Актёр Джон Бернтал ранее исполнил роль Карателя во втором сезоне сериала «Сорвиголова»[11].
- 16 августа 2016 года начал проводиться кастинг на роль Микрочипа — помощника и друга Карателя[12][13].
- 14 сентября стало известно, что к касту присоединился актёр Бен Барнс[14][15].
- 6 октября появились кадры со съёмок, в которых фигурировала Карен Пейдж в исполнении Деборы Энн Уолл.